# Vaida-Cămăraș, Cluj

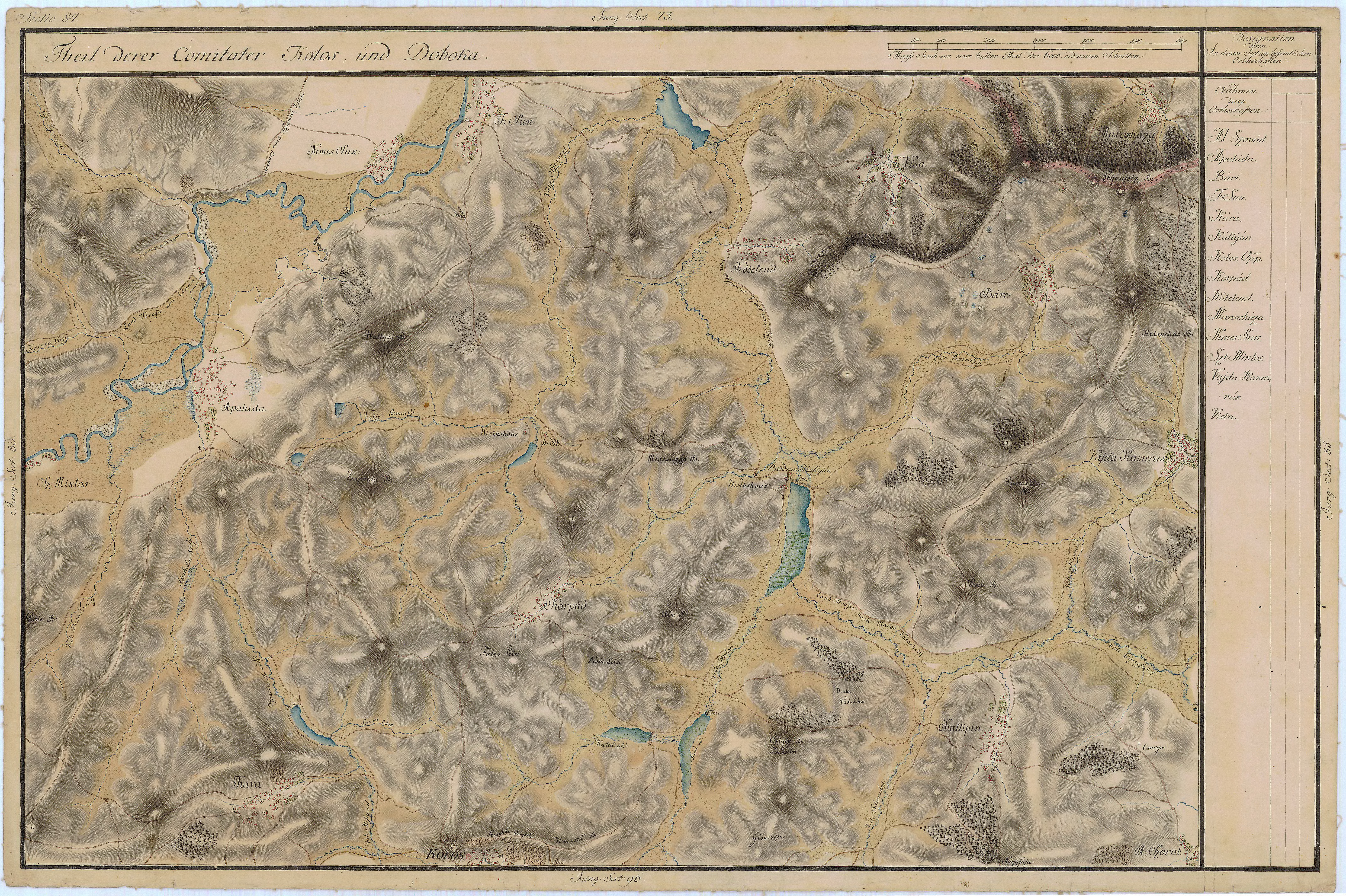
Vaida-Cămăraș pe Harta Iosefină a Transilvaniei, 1769-1773 (Sectio 084)

Vaida-Cămăraș (în maghiară Vajdakamarás) este un sat în comuna Căianu din județul Cluj, Transilvania, România.

## Date geografice
Pe teritoriul acestei localități se găsesc izvoare sărate. 

## Istoric
Existența satului datează din Evul Mediu. Satul a fost dominat de cetățeni maghiari, fiind pământul voievozilor ardeleni. 
Pe Harta Iosefină a Transilvaniei din 1769-1773 (Sectio 084), localitatea apare sub numele de „Vajda Kameras”.
Conform istoricilor numele se datorează faptului că sarea minată din Cojocna a fost depozitată aici, numele satului în limba maghiară, Vajdakamarás, având sensul de cămara voievodului.

## Religie
La sfârșitul secolului al XII-lea satul este locuit de creștini romano-catolici, aparținând de parohia din Cojocna. Mai târziu, în timpul reformării, locuitorii devin unitarieni. Religia reformată își face apartenența în viața satului în secolul XVII, când satul devine proprietatea nobilului reformat Bethlen János.
În anul 1369 s-a construit biserica unitariană, care în anul 1779 a fost cumpărată de reformați cu 100 de forinți.
Biserica ortodoxă a satului a fost construită la început din lemn și aparținea greco-catolicilor, conformându-se orientării religioase a sătenilor români de atunci. În anul 1926 aceasta se reconstruiește în stil ortodox și de această orientare.
În timpul Primului Război Mondial, mai exact în anul 1914 doi bărbați și nouă femei au preluat religia adventistă, exemplul celor unsprezece persoane fiind urmat de încă 89 de săteni, astfel încât în 1930 au fost 100 de credincioși adventiști. De atunci tot mai mulți preiau noua religie, astfel încât astăzi aproximativ jumătate dintre locuitorii satului sunt adventiști.

## Monumente istorice
- Biserica Reformată-Calvină

## Imagini

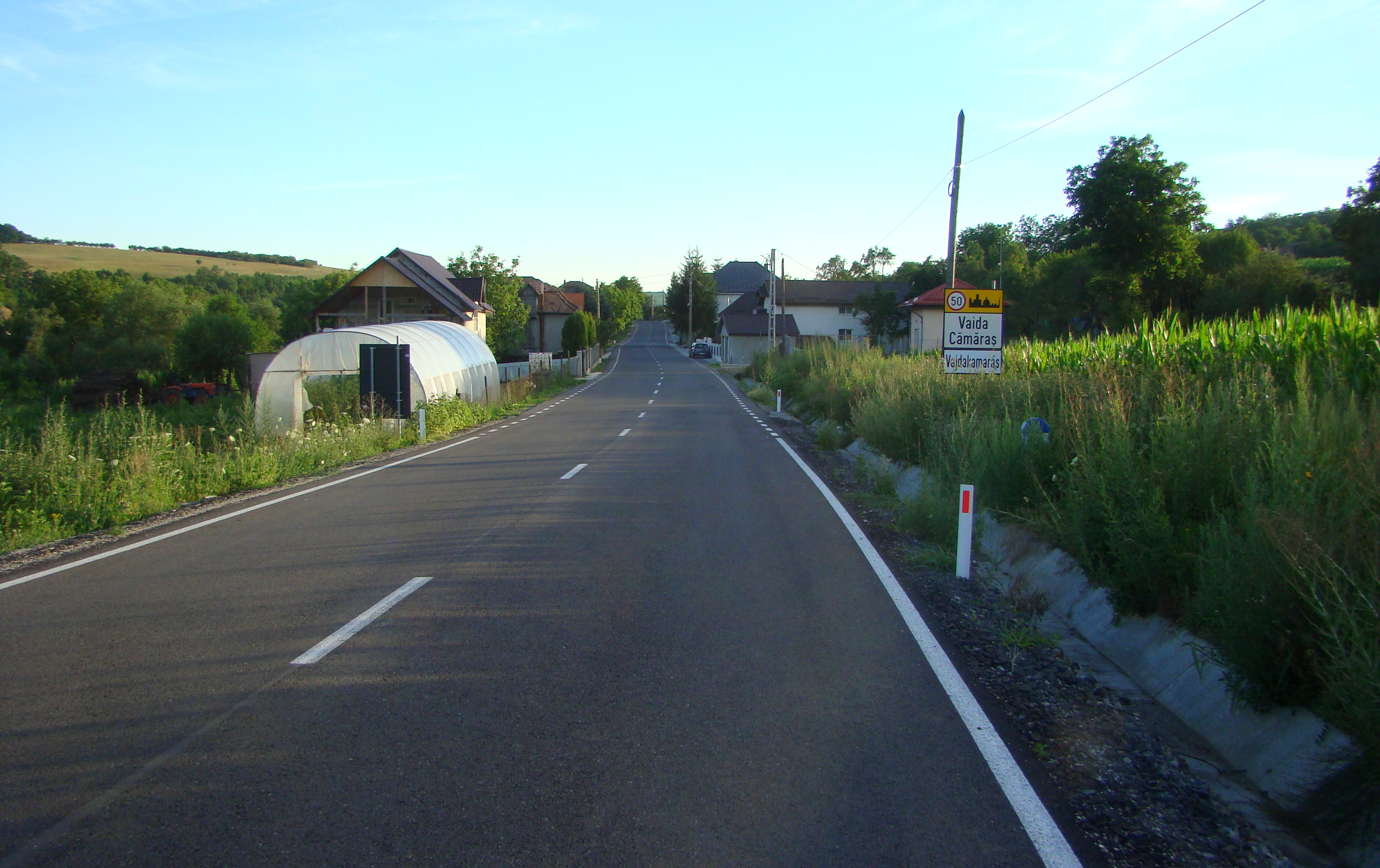
Intrarea dinspre Pălatca
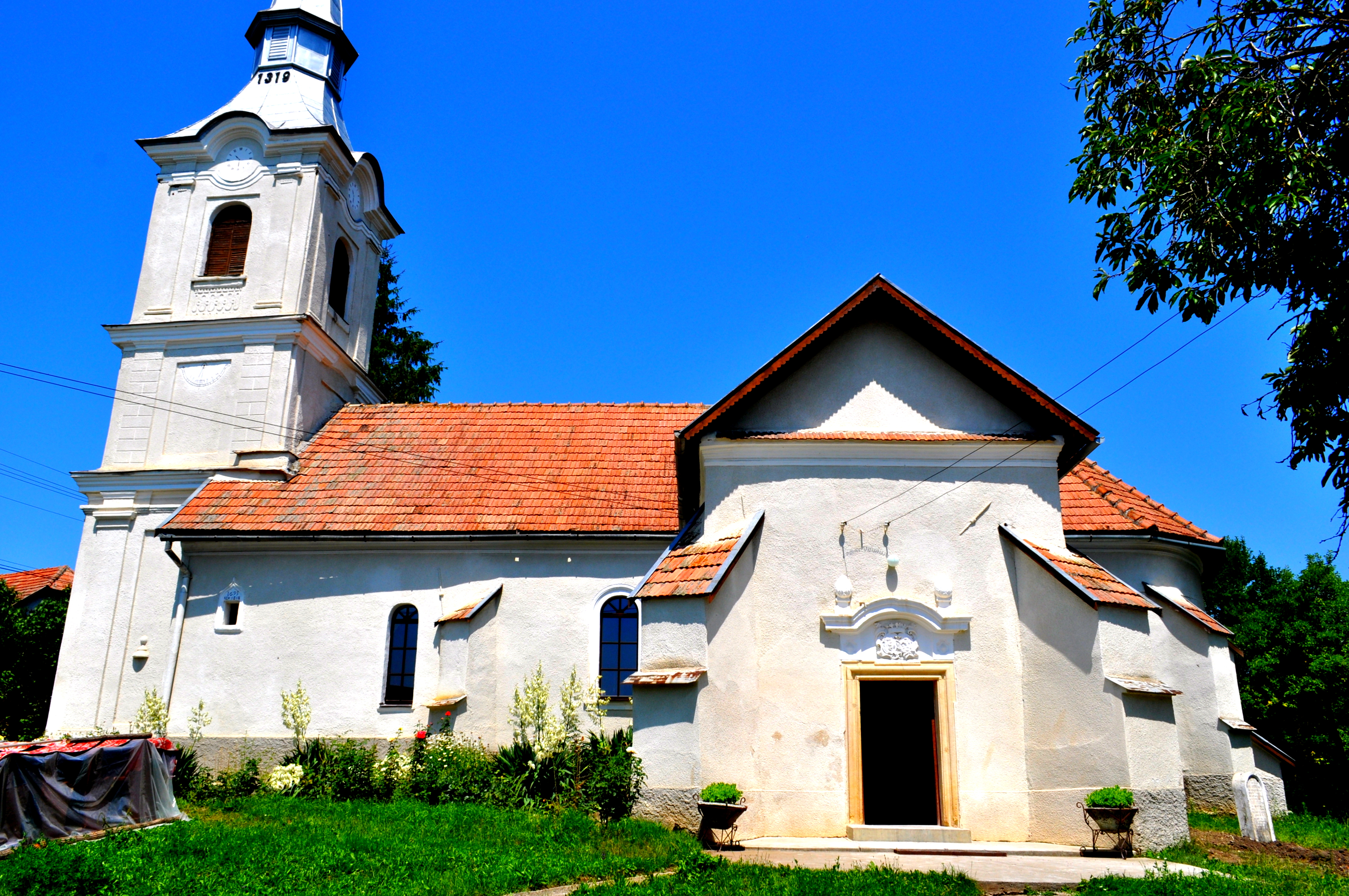
Biserica reformată (monument istoric)
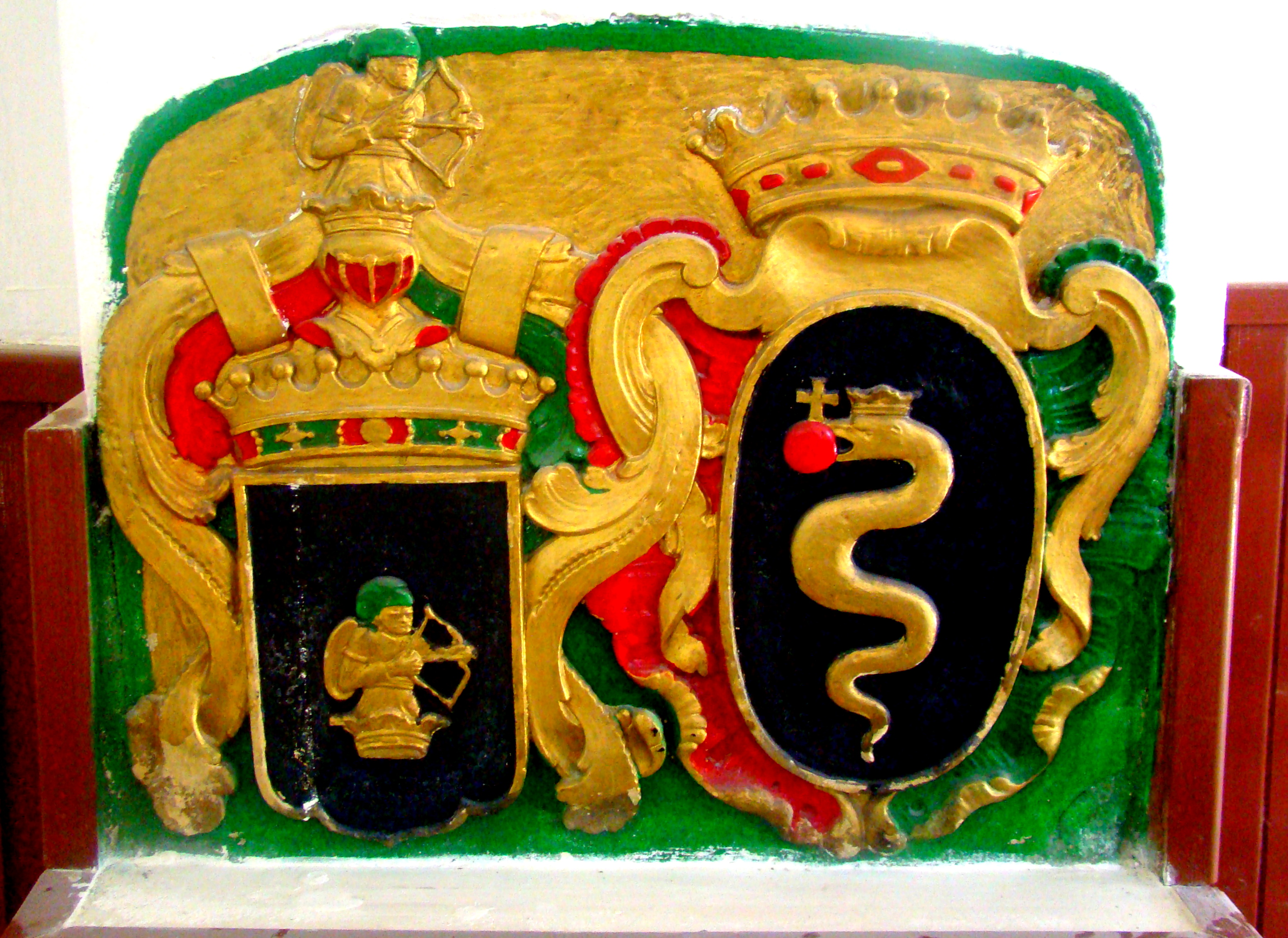
Biserica reformată (blazonul familiei nobiliare Bethlen)
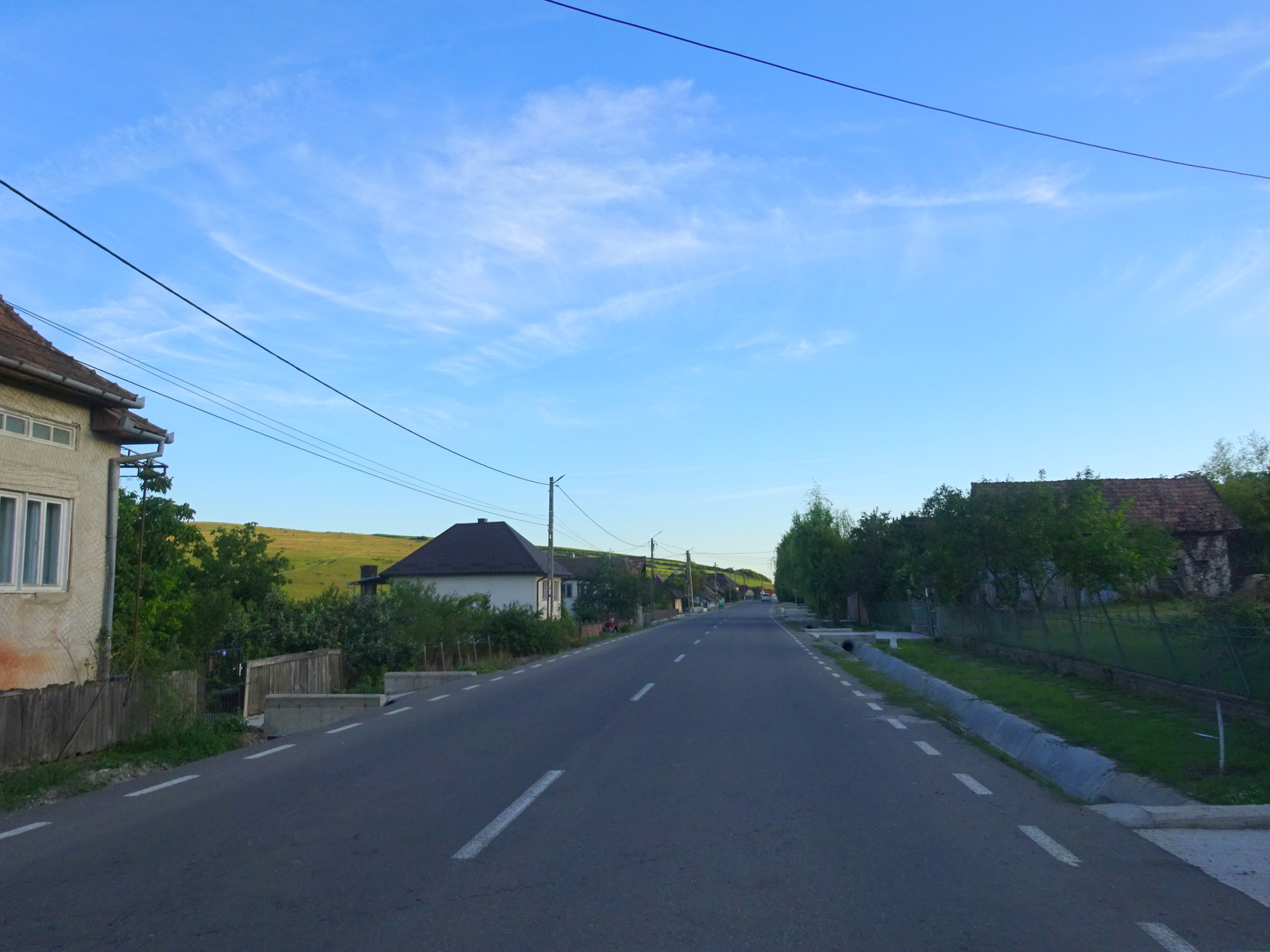
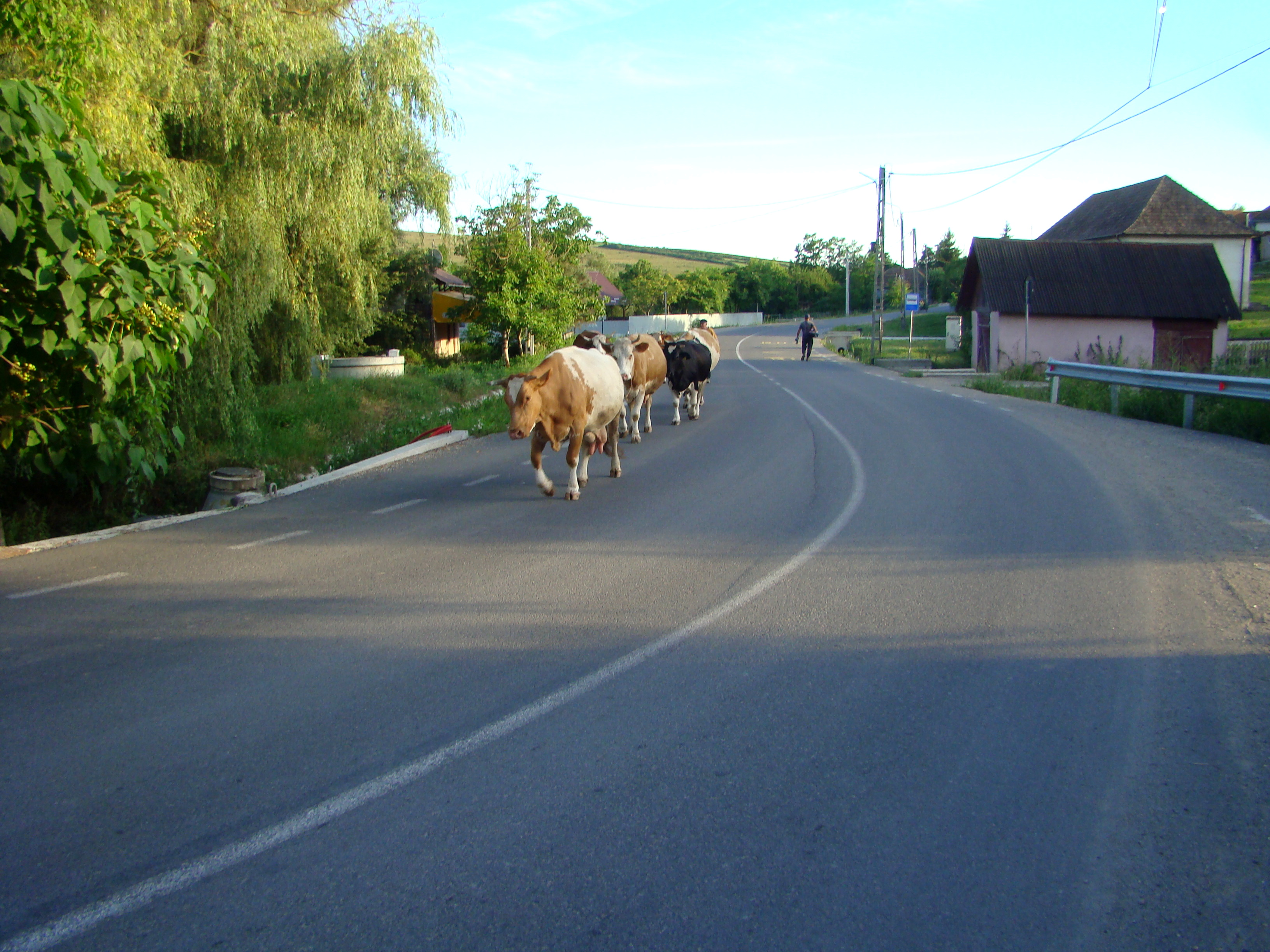
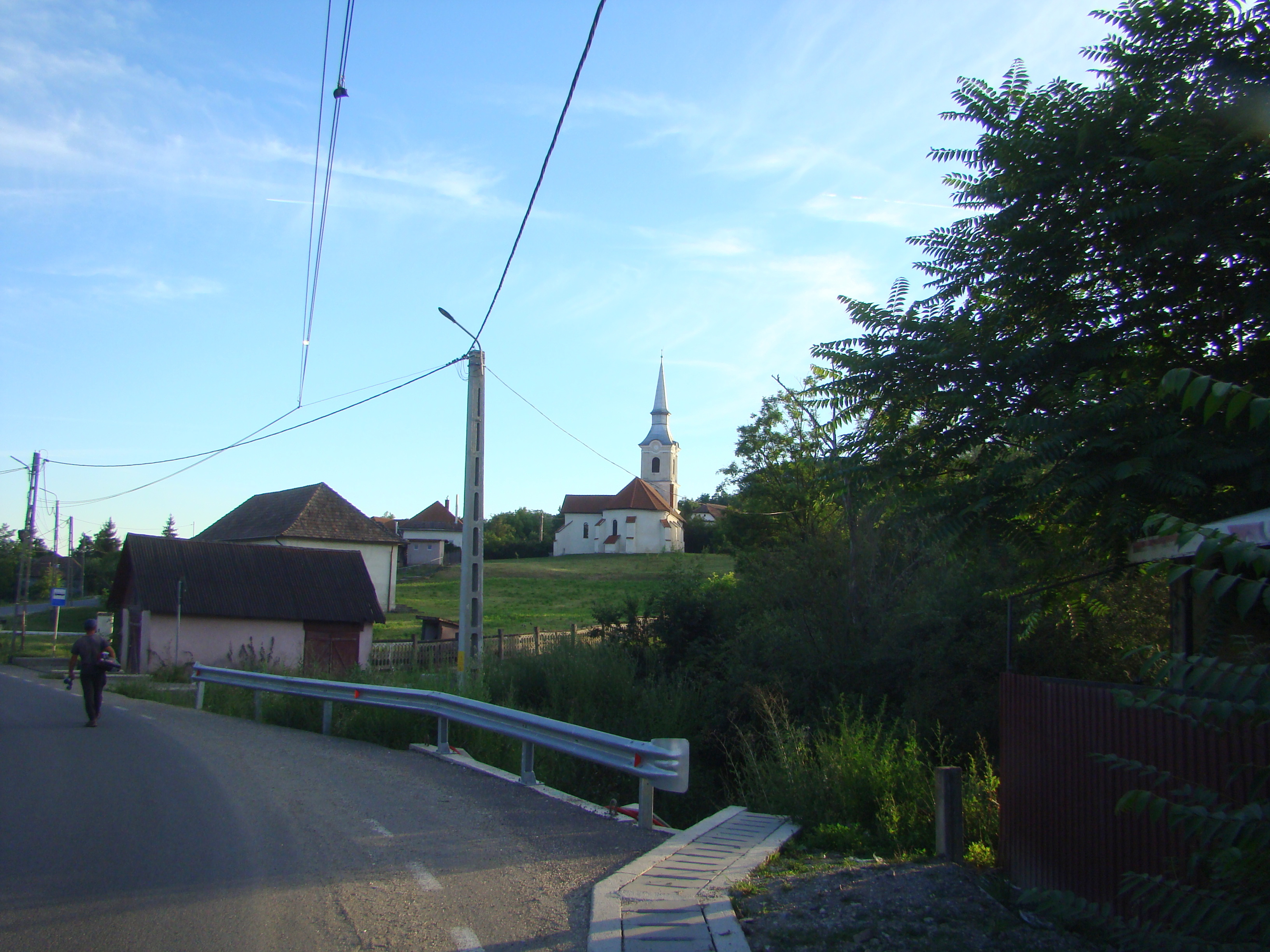
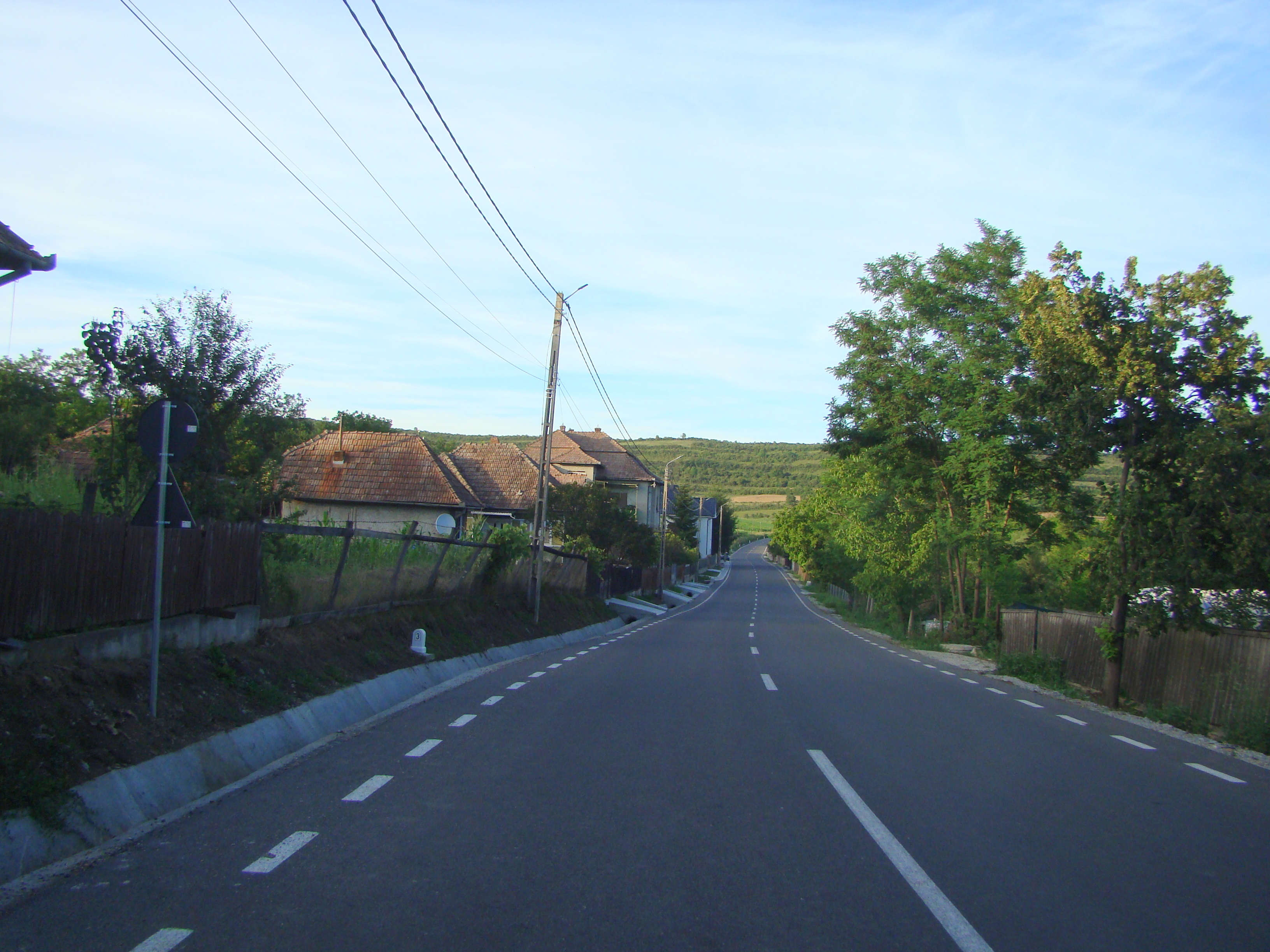
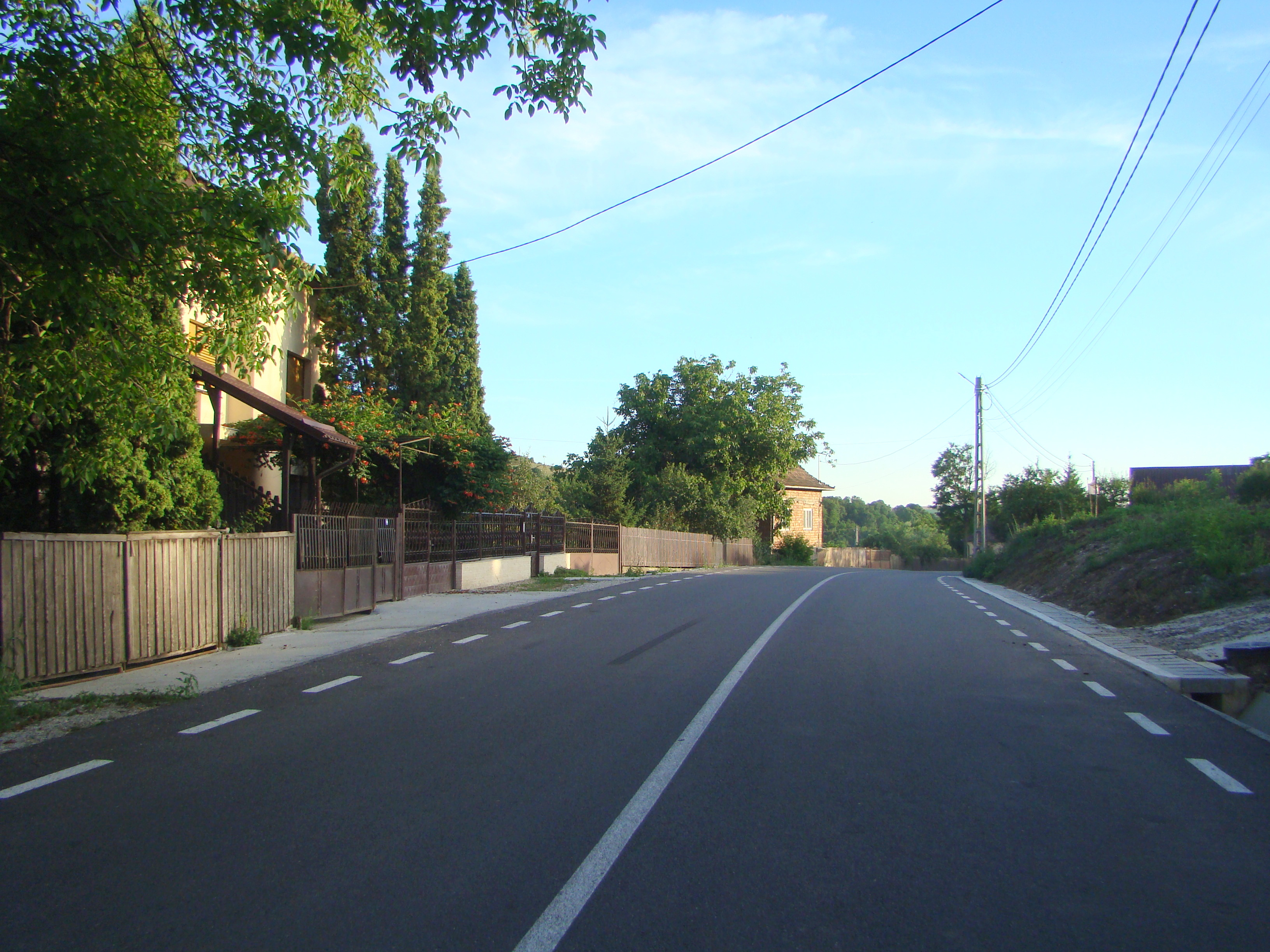